# ألبرتو مولينا كاستيلو
ألبرتو مولينا كاستيلو (بالإسبانية: Alberto Molina Castillo)‏ هو مجدف إسباني، ولد في 15 أغسطس 1960 في إشبيلية في إسبانيا.

## وصلات خارجية
- ألبرتو مولينا كاستيلو على موقع الاتحاد الدولي للتجديف (الإنجليزية)